# Diana Frankevytj
Diana Olehivna Frankevytj (ukrainska: Діана Олегівна Франкевич), född 21 mars 1999 i Ukraina, är en volleybollspelare (vänsterspiker).
Frankevytj spelar med Ukrainas landslag. På klubbnivå har hon spelat med lag i Ukraina, Frankrike och Tjeckien.